# 유순 (중산회왕)
중산회왕 유순(中山懷王 劉循, ? ~ 기원전 55년 혹은 기원전 54년) 혹 유수(劉脩)는 중국 전한의 황족 · 제후왕으로 중산왕이다. 중산헌왕 유복의 아들이다. 아버지가 중산헌왕 17년(기원전 70년 혹은 기원전 69년)에 죽자 그 뒤를 이어 중산왕이 됐고, 중산회왕 15년(기원전 55년 혹은 기원전 54년)에 죽었는데 아들이 없어서 봉국은 폐지됐다. 딩저우 시 40호 한묘가 중산회왕의 묘소다.